# Cercomantispa vulpes
Cercomantispa vulpes is een insect uit de familie van de Mantispidae, die tot de orde netvleugeligen (Neuroptera) behoort. 
Cercomantispa vulpes is voor het eerst wetenschappelijk beschreven door Stitz in 1913.